# Gottfried Zawadzki
Gottfried Zawadzki (* 15. August 1922 in Kamenz; † 6. März 2016 ebenda) war ein deutscher Künstler. Von 1955 bis 1989 fertigte er rund 500 Glasbildfenster, Betonglasgestaltungen und Wandbilder für Kirchen und kirchliche Einrichtungen in der DDR und in Polen.

## Leben
Nach Schulbesuch und Lehre als Dekorationsmaler wurde er 1941 zur Wehrmacht eingezogen. 1943 erhielt er eine schwere Verwundung, durch die er kriegsunfähig wurde und in die Heimat zurück durfte. Ab 1943 studierte er Raumgestaltung an der Kunstgewerbeschule Dresden und legte gleichzeitig die Prüfung zum Malermeister ab.
Von 1947 bis 1953 setzte er sein durch das Kriegsende unterbrochene Studium an der Hochschule für Bildende Künste Dresden fort, wobei er sich auf Wandmalerei und Grafik spezialisierte. 1953 erhielt er das Diplom in Grafik und Malerei und wurde freischaffend in Dresden tätig. 
1963 ging er in seine Geburtsstadt Kamenz zurück, wo er bis zu seinem Lebensende als Künstler wirkte. Für einige Jahre war er Vorsitzender des 1990 gegründeten Westlausitzer Kunstvereins.
Besondere Verdienste erwarb er sich durch die Gestaltung von etwa 500 Glasbildfenstern, Wandbildern und Betonglasbildern für Kirchengebäude im In- und Ausland, für die er mehrfach ausgezeichnet wurde. Seine Werke wurden seit 1953 in mehr als 90 Ausstellungen präsentiert, etwa in Frankreich und Tschechien.
Zu seinem engen Freundeskreis zählten der Oberlausitzer Schriftsteller Gottfried Unterdörfer und der Maler Georg Baselitz.

## Auszeichnungen
- 1987 Barlach-Medaille
- 1993 Oberlausitzer Kunstpreis
- 2003 Verdienstkreuz 1. Klasse des Verdienstordens der Bundesrepublik Deutschland

## Mitgliedschaften
- bis 1990 Verband Bildender Künstler der DDR
- ab 1990 Künstlerbund Dresden e. V.

## Werke (Auswahl)

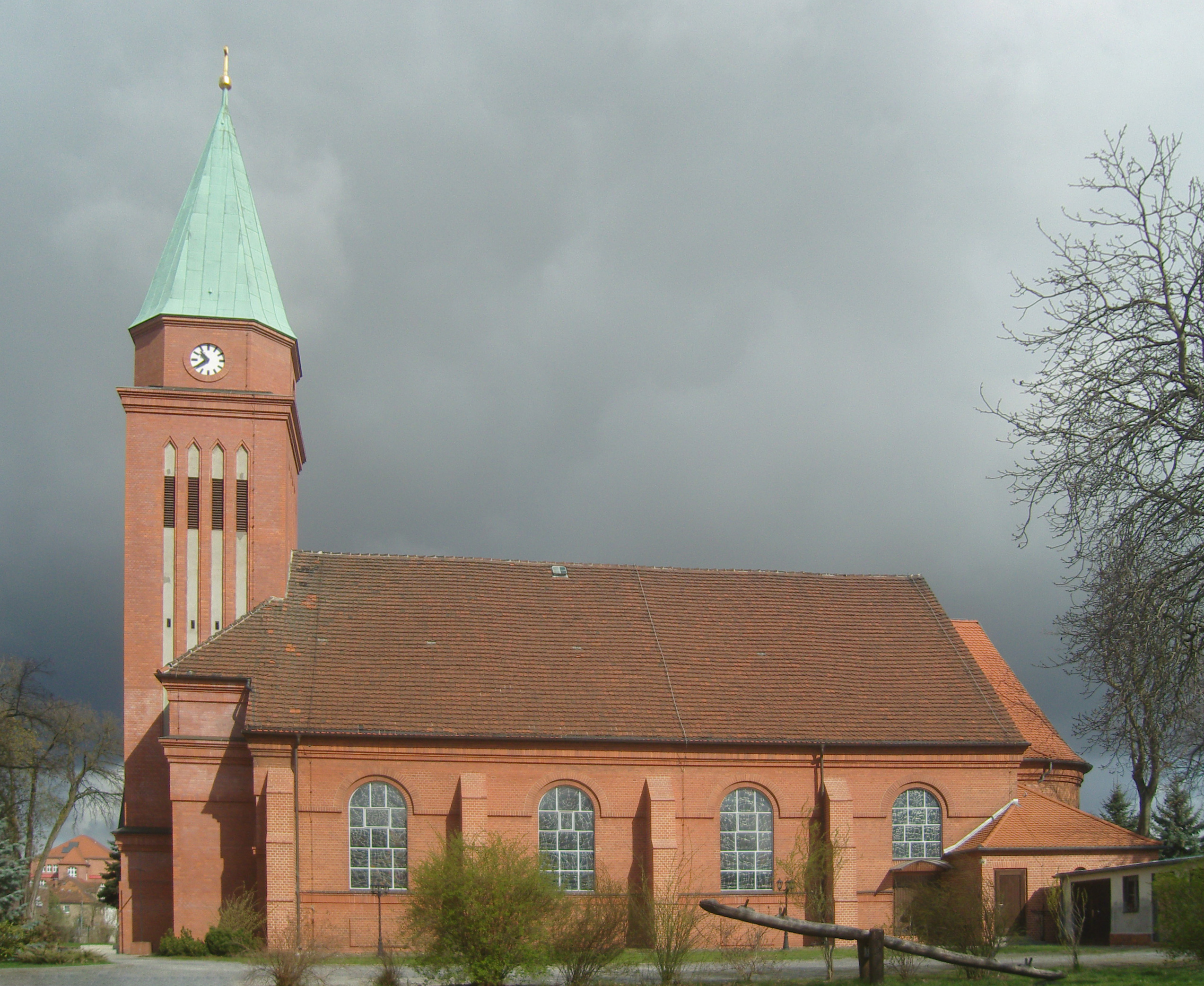
Katholische Kirche in Senftenberg mit Glasbetonfenstern von Gottfried Zawadzki

Zawadzki entwickelte neue Raumkonzepte für 63 evangelische und katholische Kirchen in der DDR und sieben in Polen.
- Katholische Kirche St. Peter und Paul, Senftenberg: Umgestaltung 1977–1981
- St. Laurentius, Leipzig-Reudnitz: Gestaltung der Buntglasfenster 1973–1981

## Ausstellungen (unvollständig)

### Einzelausstellungen
- 1960: Bautzen, Stadtmuseum (mit Maria-Luise Bürkner, Helmut Gebhardt, Max Langer und Elisabeth Zillich)
- 1970: Dresden, Kunstausstellung Kühl (Malerei, Grafik)
- 1984: Dresden, Galerie Kunst der Zeit (mit Wilhelm Landgraf)
- 1992: Dresden, Kunstausstellung Kühl (Malerei, Druckgrafik)
- 1997/1989: Schwarzheide, Galerie BASF Schwarzheide GmbH
- 2013: Kamenz, Museum der Westlausitz im Elementarium („Schöpfung“)

### Ausstellungsbeteiligungen
- 1957: Berlin, Ausstellungspavillon Werderstraße („Junge Künstler der DDR“)
- 1972 und 1985: Dresden, Bezirkskunstausstellungen